# Johann VI. (Oldenburg)
Graf Johann VI. von Oldenburg (* 1501 in Oldenburg; † 1548 in Bremen) war Graf von Oldenburg. Er war der älteste Sohn des Grafen Johann V. und dessen Ehefrau Anna von Anhalt-Bernburg. Seine Regierung war geprägt durch den Konflikt mit seinen mitregierenden jüngeren Brüdern.

## Leben
Johann VI. regierte ab 1526 zusammen mit seinen jüngeren Brüdern Georg, Christoph und Anton I. Das Verhältnis der vier Brüder war von Beginn ihrer gemeinsamen Herrschaft an gespannt. Johann VI. und Georg sowie ihre Mutter Anna blieben im alten katholischen Glauben, während Christoph und Anton I. den evangelischen Glauben übernahmen. Zudem versuchten Christoph und Anton I., das Verhältnis zum ostfriesischen Nachbarn durch eine oldenburgisch-ostfriesische Doppelhochzeit zu entspannen, was Johann VI. und Georg dagegen aus dynastischen Vorbehalten gegen das erst 1464 zur Reichsgrafenwürde aufgestiegene Haus Cirksena ablehnten. Das Verhältnis zu dem ostfriesischen Grafenhaus war durch dessen Ansprüche auf die Herrschaft Jever und die oldenburgische Herrschaft in der friesischen Wesermarsch belastet. Christoph und Anton I. konnten Johann VI. und Georg schließlich 1529 zum widerwilligen Regierungsverzicht zwingen.
Johann VI. versuchte, seine Entmachtung rückgängig zu machen und fand Rückhalt bei Herzog Heinrich dem Jüngeren von Braunschweig-Wolfenbüttel. 1533 musste sich Johann VI. in einem Vertrag mit einer auf 10 Jahre begrenzten und in der Kompetenz reduzierten Mitregierung begnügen. Weitere Versuche, seinen Rechtsanspruch auf Herrschaftsteilhabe oder -teilung durchzusetzen, blieben erfolglos. 1542 erhielt Johann VI. in einem Vergleich eine finanzielle Abfindung unter gleichzeitigem Verzicht auf Mitregierung. Von Georg geben die zeitgenössischen Quellen keine Auskunft.
Nach seinem Tod 1548 in Bremen hinterließ Johann VI. in Oldenburg eine Witwe bürgerlicher Herkunft, die er wohl erst nach Aufgabe aller Regierungshoffnungen geheiratet hatte.